# Karel Vosátka
Karel Vosátka (20. listopadu 1929 Plzeň – 27. května 2022) byl československý krasobruslař a trenér.
Byl členem klubu ATK. Spolu s Blaženou Knittlovou závodili v kategorii sportovních dvojic (párů). Startovali spolu na ZOH 1948, závod ale nedokončili. Spolu na Mistrovství Evropy 1948 získali stříbro a třikrát druhé místo (1950, 1952, 1953) na mistrovství ČSR. V letech 1954 a 1955 získal s Věrou Vajsábelovou také v kategorii sportovních dvojic druhé a třetí místo na mistrovství ČSR. Poté v letech 1956–1961 utvořil sportovní pár s Hanou Dvořákovou, se kterou třikrát vyhrál mistrovství ČSR a třikrát byl druhý.
Po skončení sportovní kariéry v roce 1961 se začal věnovat trénování. Nejprve v Rumunsku (1961–1964) poté trénoval v Gottwaldově. V letech 1968–1974 pracoval ve Švýcarsku a pak ve Francii (1974–1975).
Při trenérské práci v Rumunsku se seznámil s rumunskou mistryní v krasobruslení Christine Patraulea, kterou si vzal za ženu. Od roku 1975 žije v Kanadě v Montréalu a věnoval se trenérské práci.